# Río Tartas
El río Tartas (del ruso: Тартас) es un río de Rusia que discurre por el óblast de Novossibirsk. Es el principal afluente del río Om —abordándolo por su margen derecha— y por tanto, parte de la cuenca del río Obi. Tiene una longitud de 566 km y drena una cuenca de 16 200 km².

## Geografía
La longitud del Tartas es de 566 kilómetros. Su cuenca cubre unos 16.200 km². El Tartas nace a 150 metros sobre el nivel del mar en los pantanos de Vasiugán, una imponente marisma situada en el interfluvio Ob-Irtysh, en la parte sur-central de la llanura occidental de Siberia, en la parte norte del Óblast de Novosibirsk, no muy lejos de Tomsk.  Nace cerca de las fuentes del Kenga (afluente por la derecha del Parabel) y del Parbig (afluente por la izquierda del Tchaïa). Después de su nacimiento, el río gira hacia el oeste. Fluye primero casi paralelo al río Tara, pero a 30 o 40 kilómetros más al sur. A mitad del camino, comienza un amplio círculo que lo hace tomar gradualmente la dirección sur. El Tartas termina su curso desembocando en el Om por la orilla derecha, 21 kilómetros después de pasar por la pequeña ciudad de Vengerovo.

## Afluentes
- El afluente principal del Tartas es el río Izès que confluye por su margen derecho.

## Hielo y navegabilidad
El Tartas se congela durante la segunda quincena de octubre o la primera de noviembre. Permanece congelado hasta fines de abril o principios de mayo. Fuera de este largo período, el río es navegable en unos 370 kilómetros.

## Hidrometría - Caudal en Vengerovo
El caudal del Tartas se observó durante 59 años (entre 1939 y 2000) en Vengerovo, una localidad a 21 km de su confluencia con el Om, y a una altitud de 95 metros.
El módulo promedio anual observado en Vengerovo durante este período fue de 21,2 m³/s para un área de drenaje de 16 200 km², es decir, toda el área de captación del río. La lámina de agua en esta parte de la cuenca alcanza la cifra de 41 milímetros por año, que sin duda es mediocre, pero que se corresponde con las mediciones realizadas en los cursos de agua de la cuenca Om y, en general, en la mayoría de los ríos del sur y sudoeste de la llanura de Siberia occidental en Rusia.
Río alimentado en gran parte por el deshielo de las nieves, el Tartas es un curso de agua de régimen nival.
Las aguas altas se producen en los meses de mayo y de junio, lo que corresponde al deshielo de las nieves. En julio, el caudal cae bruscamente y esta disminución continúa en agosto. Luego, la disminución en el flujo mensual continúa muy gradualmente hasta el final del otoño. Luego cae nuevamente en diciembre, que es el comienzo del período de aguas bajas. Este ocurre de diciembre a marzo inclusive y corresponde a las heladas del invierno que caen en toda Siberia. 
El flujo mensual promedio observado en febrero ( nivel mínimo de agua) es 2.82 m³/s, es decir, más o menos el 3% del caudal promedio de mayo (90.6 m³/s), lo que subraya las variaciones estacionales de muy alta amplitud, incluso en el contexto siberiano donde las diferencias son a menudo muy importantes. Estas diferencias de flujo mensual pueden ser aún más pronunciadas con los años: durante el período de observación de 59 años, el caudal mensual mínimo fue de 1,10 m³/s en enero de 1968, mientras que el caudal mensual máximo  aumentó a 293 m³/s en junio de 1941. Pero este caudal tan elevado fue bastante excepcional.
Con respecto al período de verano, el  mayor período sin hielo (de mayo a septiembre inclusive), el caudal mínimo observado fue de 1,13 m³/s en agosto de 1982, lo que ilustra el hecho de que pueden producirse caudales muy bajos en verano.